# Qwant Junior
Qwant Junior est un moteur de recherche adapté aux enfants âgés de 6  à   12 ans proposé par Qwant et disponible uniquement en France, en langue française. Ce moteur filtre les résultats pour ne pas montrer les contenus violents ou pornographiques et les liens de commerce en ligne.
En plus des caractéristiques de base, le moteur possède une liste noire de sites jugés violents ou pornographiques, basée sur celle établie par l'université de Toulouse (4 570 751 noms de domaines et mots-clés sont aujourd'hui[Quand ?] bloqués), et bloque les liens de commerce en ligne.
Qwant Junior propose également des contenus ludo-éducatifs en partenariat avec BayaM.
Ce moteur de recherche largement diffusé au sein de l'Éducation nationale, qui souhaite que les écoles et collèges le privilégient.

## Chronologie
Début 2015 des tests de Qwant Junior sont réalisés en collaboration avec l'Éducation Nationale.
Le 4 décembre 2015 Qwant Junior est lancé.
Le 1er décembre 2016, Qwant Junior lance un calendrier de l'Avent dans le but de faire découvrir le codage informatique aux enfants de 7 à 13 ans. Chaque jour du 1er au 24 décembre les enfants doivent avancer dans la création d'un jeu de Noël. La création de ce jeu se déroule sur la plateforme de codage Scratch avec les indications données sur la page d'accueil de Qwant Junior.
Le 30 juin 2017, Qwant Junior annonce la sortie d'un jeu sur mobile : Les Incollables Qwant Junior. Ce jeu offre 250 quiz sur le thème d'Internet et de tout ce qui tourne autour.
Le 26 mars 2018, Qwant lance l'application mobile Qwant Junior.
Le 22 mai 2018, Qwant Junior annonce un partenariat avec Universalis dans le but d'enrichir ses résultats.
Le 1er juin 2018, Qwant Junior et Blacknut s'associent pour offrir 2 heures de jeux vidéo par semaine aux utilisateurs de Qwant Junior. Les jeux vidéo sont adaptés aux 6-12 ans et tout ceci se fait dans le respect de la vie privée.
Le 21 novembre 2018, Qwant Junior devient le moteur de recherche par défaut de l'application Bayam destinée aux enfants développée par Bayard.
Le 16 octobre 2019, Qwant Junior revoit son design, toute l'interface a été repensée. Des fonctionnalités sont ajoutées, comme des ressources d'exercices ou de leçons, des jeux, des vidéos à visée éducative ou encore des activités. Le tout privilégiant les sites sans publicité.
En mars 2023, Qwant Junior annonce son partenariat avec l'application BayaM, conçue par les éditeurs Bayard Jeunesse et Milan, pour proposer des contenus ludo-éducatifs aux 6-12 ans. Le moteur de recherche pour enfants revoit également son design.
En mars 2025, Qwant Junior change d'identité graphique et devient disponible chez de nombreux partenaires (Canal Toys tablette créative ou bientôt Smarteen développé par SAE)

## Identité visuelle

Logo de Qwant Junior du 4 décembre 2015 au 4 décembre 2018
Logo de Qwant Junior de décembre 2018 à juin 2022
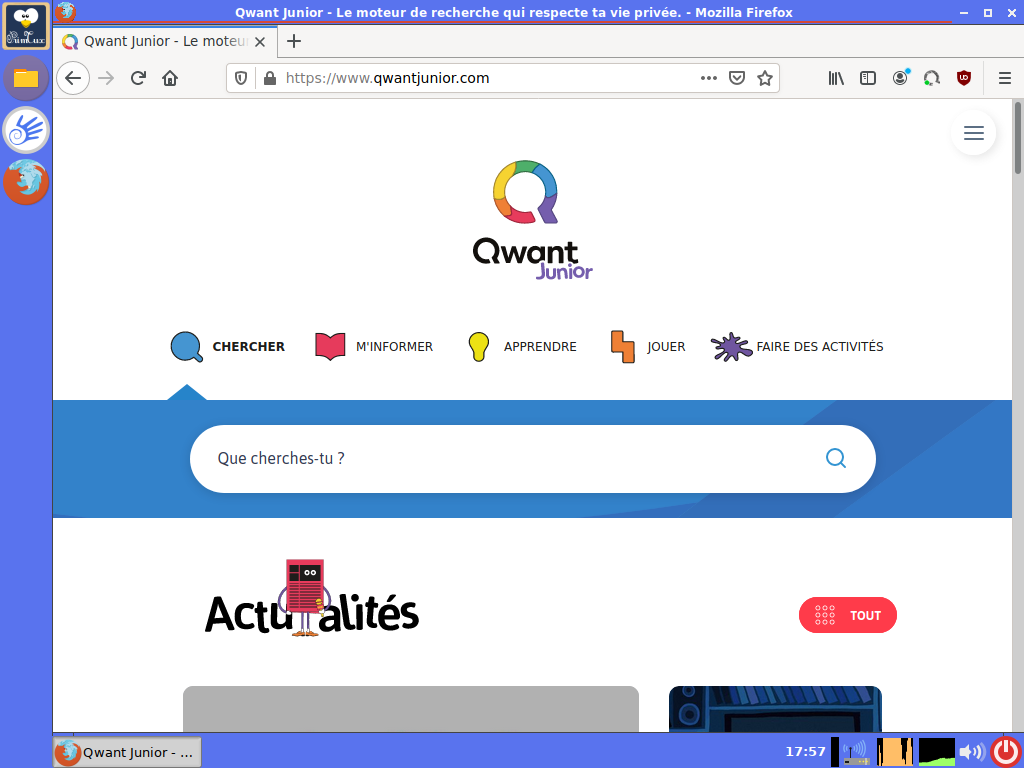
Qwant Junior intégré à PrimTux
Logo de Qwant Junior, de juin 2022 à janvier 2025
Logo de Qwant Junior, de juin 2022 à janvier 2025
Logo actuel de Qwant Junior depuis février 2025

## Statistiques
Début 2024, Qwant Junior comptabilisait environ 340 000 pages vues par jour en France pour environ 25 Millions de recherches par an.